# Діалекти ерзянської мови

Ареал діалектів ерзянської мови у Мордовії:
- E-I — Центральний
- E-II — Західний
- E-III — Північно-західний
- E-IV — Південно-східний
- E-V — Шокшинський

Діалекти ерзянської мови (ерз. Эрзянь келень диалект) — сукупність територіальних різновидів ерзянської мови, яким притаманна певна відмінність на фонетичному, граматичному і лексичному рівнях.

## Сучасні загальноприйняті класифікації
За фонетико-фонологічним принципом виділяють три діалектних типи:
- прогресивно-асимілятивний;
- регресивно-асимілятивний;
- найпростіший.

За фонетико-морфологічним принципом виділяють п'ять основних діалектів:
- центральний[ru];
- західний;
- північно-західний;
- південно-східний;
- шокшинський.

Основою сучасної ерзянської літературної мови вважається центральний діалект, що поширений у східній частині Республіки Мордовія — на території Атяшевського, Чамзинського і частини Ічалковського районів.

## Історія
За припущенням мокшанського лінгвіста Сандора Феоктистоня формування діалектів ерзянської мови завершилося до XVIII ст. Проте перші діалектні зразки лексичних і текстових матеріалів ерзянської мови були зафіксовані ще у XVII столітті, зокрема у працях Ніколааса Вітсена, Філіпа Страленберга, Герарда Міллера, Івана Лепьохіна, Петера Палласа, Йоганна Фішера, Йоганна Фалька, Йоганна Георгі та інших.
Велике значення для розвитку ерзянської діалектології мала фундаментальна праця академіка Шахматова «Мордовський етнографічний збірник», у якій, крім усної народної творчості ерзян, також було уміщено, як додаток, фонетичний та морфологічний нариси до двох говірок тієї місцевості, де було зібрано матеріал.
Першу спробу класифікувати ерзянські діалекти мав професор Макар Євсев'єв. Так, у своїй праці «Основи мордовської граматики» він зумів виділити окремі чотири діалектні групи говорів:
- говори ерзян Темниковського повіту[ru] Тамбовської губернії;
- говори ерзян Ардатовського повіту Симбірської губернії;
- говори ерзян Сергацького[ru] і Лукоянівського[ru] повітів Нижньогородської губернії;
- говори ерзян Алатирського і Курмиського[ru] повітів Симбірської губернії.

Першу наукову класифікацію ерзянських діалектів, яка довгий час була чи не єдиною, а нині вважається загальноприйнятою, здійснив академік Дмитро Бубрих, виділивши три діалектних типи за фонетичним принципом. Ту ж ідею підхопив і мордовський мовознавець Микола Циганов, запропонувавши за тим же принципом на основі виділених раніше трьох (найпростіший, прогресивно-асимілятивний і регресивно-асимілятивний) 5 діалектних типів:
- укаючий;
- окаючий;
- укаючо-окаючий;
- акаючий;
- окаючо-укаючий[5].

Уперше, спираючись не тільки на фонетичні ознаки, але також і на морфологічні особливості з урахуванням територіального аспекту, фіно-угрознавець Дмитро Циганкін запропонував розглядати чотири діалекти: центральний, західний, північно-західний, південно-східний. На основі цієї класифікації Григорій Єрмушкін виділив додатковий (п'ятий) — дракинсько-теньгушевський, який пізніше Олександр Феоктистов назве змішаним (або шокшинським) діалектом.

## Характеристика
| Діалект           | Фонетичні особливості | Морфологічні особливості | Ареал |
| ----------------- | --- | --- | --- |
| Центральний       | у першому складі слова вживаються всі голосні (/a/, /o/, /u/, /i/, /e/, а в частині говірок також /ja/). У не перших складах вживаються /a/, /o/, /e/ і, як правило, у цій позиції відсутні голосні /u/, /i/ | у непрямих відмінках однини вживається вказівний (дейктичний) формант -ńt': /val'mava-ńt'/ (через це вікно); у деяких говірках форми однини і множини предмета володіння при власникові першої особи однини розрізняються: /ked'e-m/ (моя рука) — /ked'e-ń/ (мої руки)                                            | поширений на території Атяшевського, Чамзинського і частини Ічалковського районів |
| Західний          | для фонетичних особливостей характерні процеси прогресивної асиміляції; у першому складі вживаються всі голосні; голосні /u/ та /i/ першого складу обумовлюють оголос не перших складів: /tumu/ (дуб), /tumuva/ (по дубу), /piźimi/ (дощ), /piźimivt'imi/ (без дощу); голосні /o/ і /e/ в не перших складах вживаються у тому випадку, якщо в першому складі виступають такі ж голосні: /komoro/ 'горстка', /meŕems/ 'сказати' | у непрямих відмінках однини вказівного відмінювання імен вживається формант -ńt': /kudusu-ńt'/ (у цьому домі); число предмета володіння має формальне вираження лише при власникові третьої особи однини: /kudu-zu/ (його дім) — /kudu-nzu/ (його дому)                                                           | поширений вздовж нижньої течії річки Інсар |
| Північно-західний | за характером дії асимілятивних процесів — прогресивно-асимілятивний тип; наявне укання і, подекуди, ікання в деяких говірках: /anduma/ (годування), /vel't'ńisa/ (я закриваю) | побічно-вказівна форма однини іменників має формант -śt': /kudoso-śt'/ (в цьому домі), /kudosto-śt'/ (з цього дому); однина і множина предмета володіння при власникові розрізнюється від усіх трьох осіб однини і множини: /kudo-m/ (мій дім) — /kudo-n/ (мої доми), /kudo-t/ (твій дім) — /kudo-nt/ (твої доми) | поширений в межиріччі Алатир-Меня, а також уздовж нижньої течії річки Алатир. Охоплює території Ардатовського і Великоігнатовського районів Мордовії і сусідніх Алатирського і Порецького районів Чувашії |
| Південно-західний | характеризується наявністю у фонетичній системі діалекту редукованих голосних | побічно-вказівні форми однини іменника мають суфікс -t: /kudit'/ (цього дому), /kuditi/ (цьому домові); у більшості говірок особисто-присвійні суфікси виступають тільки в твердому варіанті: /väl'it/ (твоє село), /väl'et'/ (твої села)                                                                         | поширений в межиріччі приток Сури (Великоберезниківський, Дубьонський та частково Кочкуровський райони Мордовії)                                                                                          |
| Шокшинський       | фонетичні та морфологічні особливості діалекту зумовлені впливом мокшанської мови | фонетичні та морфологічні особливості діалекту зумовлені впливом мокшанської мови | поширений на північному заході Мордовії, охоплює Теньгушевський район |